# (4562) Poleungkuk
(4562) Poleungkuk (1979 UD2) – planetoida z pasa głównego asteroid okrążająca Słońce w ciągu 3,89 lat w średniej odległości 2,47 j.a. Odkryta 21 października 1979 roku.